# Chiesa di Sant'Andrea (Barletta)
La chiesa di Sant'Andrea è una chiesa sita su via Sant'Andrea, a Barletta, a ridosso delle mura urbiche, la cui ubicazione all'interno del centro storico è sicuramente da ritenersi singolare e caratterizzata da una successione di eventi che ne hanno restituito l'esito che oggi è possibile osservare. L'edificio è infatti sopraelevato rispetto al livello stradale di circa cinque metri ed è possibile accedere all'accesso principale mediante una scalinata che permette di superare questa notevole differenza di altezza. L'accesso laterale è invece posto all'incirca alla medesima quota di via Duomo, principale strada del centro storico.

## Storia

### Le origini
La storia riguardante le origini della chiesa di Sant'Andrea è dibattuta tra vari studiosi, alcuni dei quali hanno affermato che, laddove oggi insiste l'edificio di Sant'Andrea, vi fosse un precedente tempio dedicato a San Pietro, posto sotto quello oggi esistente, che spiegherebbe la sopraelevazione della chiesa. La curiosità non trova in realtà fondamento alcuno e non vi sono reperti storici o documentazioni che possano supportare questa congettura. In realtà è possibile affermare con certezza che il nucleo dell'attuale edificio religioso in origine fosse occupato almeno in parte da una chiesetta dedicata al Santissimo Salvatore e che la differenza di quota di cinque metri è dovuta all'abbassamento del livello stradale voluto in età angioina, per consentire un più facile accesso al mare, visto che fino ad allora tra la cinta muraria e il mare vi era un dirupo superabile solo attraverso una serie di rampe e scalinate. Per questo motivo l'intera area di Santa Maria è situata ad una quota più alta rispetto a quella al di là delle mura e i vicoli ortogonali al mare, di accesso al quartiere salgono attraverso scale o in maniera piuttosto ripida ed inusuale per una città pianeggiante come Barletta.

### Dal XII al XVI secolo
La chiesetta del Santissimo Salvatore sembra risalire al XII secolo e doveva essere una piccola cappella con un tipico impianto romanico terminante con un'abside retrostante. Un secolo dopo fu costruito il portale monumentale sul fronte principale. La chiesa fu costruita dai Della Marra a cui appartenne fino al 1532, anno in cui fu ceduta ai frati Minori Osservanti, che ne ampliarono e modificarono l'aspetto, grazie alle ingenti donazioni di quegli anni, dandone quello tipico delle chiese mendicanti, e il nome dedicandola a Sant'Andrea. La chiesa diventa ad unica navata, così com'era lo stile edificatorio solito dei Minori, che preferivano ambienti unitari, caratterizzati da una completa visibilità dell'interno. Vengono costruite delle cappelle con relativi altari laddove precedentemente vi erano le navate laterali. In seguito alla consegna della chiesa all'Ordine dei Frati Minori, nel 1578 viene fondato il monastero adiacente alla chiesa, utilizzato anche come scuola.

### Dal XVII al XVIII secolo
La peste del 1656 portò gravi effetti anche sulla chiesa di Sant'Andrea e sul convento, tanto che all'interno della chiesa, per la precisione a ridosso delle mura di divisione tra il convento e il tempio cristiano, vennero scavate delle fosse comuni in cui furono seppelliti i cadaveri degli appestati. Terminato il periodo più difficile per l'intera comunità barlettana e naturalmente per quella ecclesiastica, i lavori di costruzione del convento e di completamento della chiesa proseguirono per tutto il XVII secolo e nel 1701 vi fu un ulteriore ampliamento del convento e un innalzamento della navata centrale della chiesa, per potersi adattare all'altezza del piano copertura del convento vicino. All'interno della chiesa continuava ad ripetersi intanto un'usanza tipica di quel periodo, che vedeva molti nobili barlettani scegliere come personale luogo di sepoltura, proprio una delle cappelle della chiesa di Sant'Andrea, a seguito solitamente di ingenti donazioni a favore dei Minori Osservanti. L'arrivo dei francesi in città sul finire del Settecento fece sì che il convento fosse utilizzato come quartier generale delle truppe militari, ponendo fine all'insegnamento di teologia e di scuole elementari che da tempo ormai veniva praticato.

### Dal XIX secolo ad oggi
Alla partenza dei francesi l'editto murattiano del 1809, che prevedeva la soppressione degli Ordini religiosi e in particolar modo, tra gli altri, degli Osservanti, vide la fine della storia consacrata dell'edificio conventuale, che venne consegnato al Comune, mentre la chiesa restava aperta per le celebrazioni liturgiche. Fino all'Unità d'Italia la storia dell'ex convento è stata la storia di avvicendamenti di truppe militari. Dal 1876 invece questo fu adibito in parte a carcere e in parte a caserma, mentre la chiesa, chiusa alcuni decenni prima, continuava a restare chiusa al pubblico. Solo negli anni trenta del novecento i carabinieri si trasferiranno nell'attuale sede, lasciando liberi i locali del convento.
Nel 1959 la chiesa di Sant'Andrea fu elevata a Parrocchia e da allora ha continuato ad esercitare un forte richiamo sulla comunità cittadina.
In seguito a lavori di restauro, il 28 novembre 2009 il complesso ecclesiastico è stato restituito al pubblico.

## Architettura

### L'esterno
La chiesa di Sant'Andrea è sita nel quartiere Santa Maria, dal nome della vicina cattedrale. La chiesa, provvista di un campanile, è caratterizzata da due accessi: uno principale posto ad ovest e l'altro, secondario, posto lungo la navata laterale. Nei pressi del portale principale vi è il sagrato, soprelevato rispetto alla sottostante via Sant'Andrea di circa cinque metri ed è collegato ad essa attraverso una scalinata. Al di là del portale, finemente ornato, la chiesa risulta essere il risultato di una serie di stratificazioni, aggiunte e accorpamenti, avvenute nel tempo. Il prospetto ovest, quello principale, vede in asse la presenza del portale monumentale e, superiormente, di una finestra arcuata che illumina la navata centrale. Il tutto termina con il profilo del tetto a falde.

#### Il portale monumentale

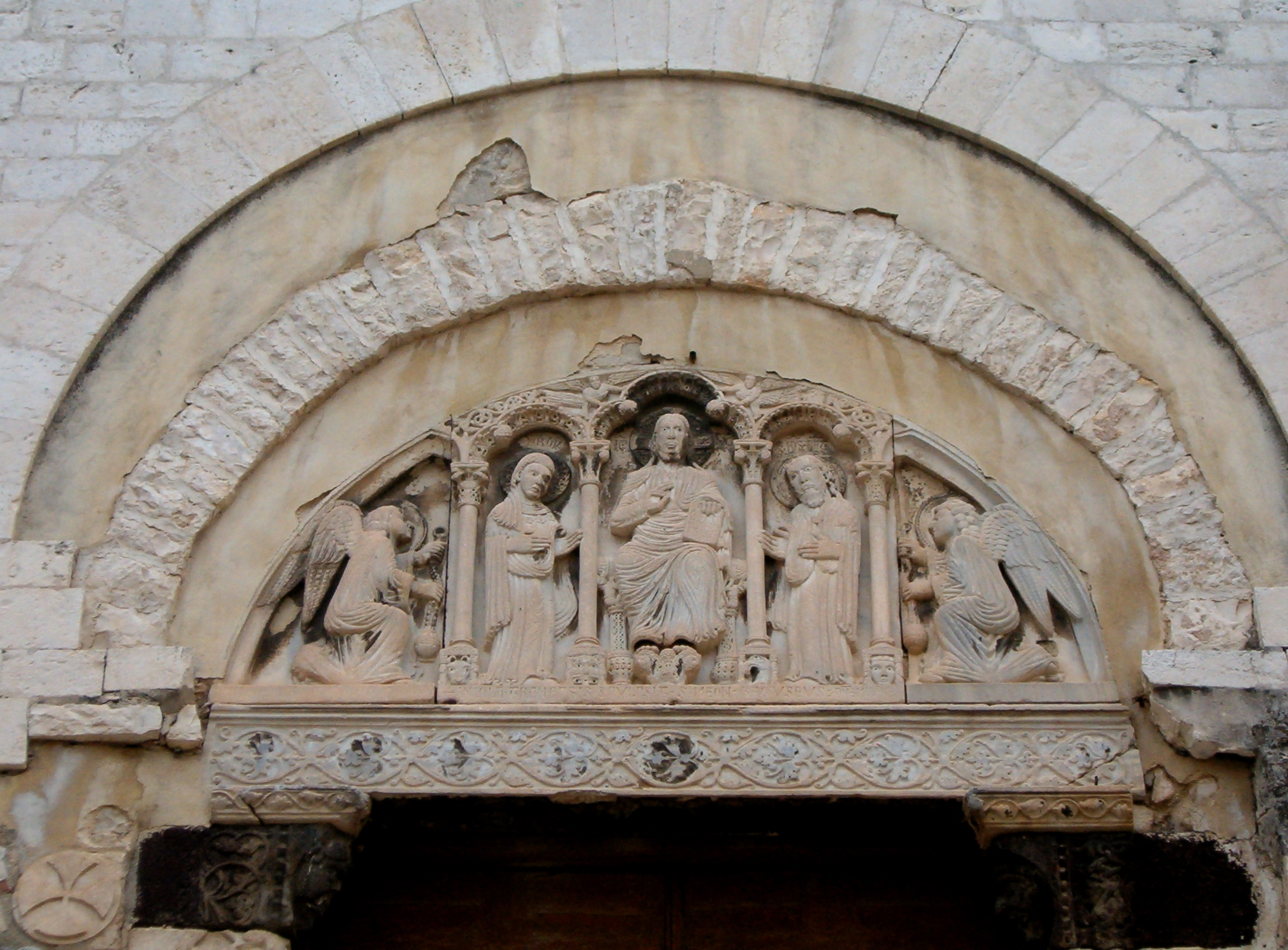
Particolare del bassorilievo presente sul portale monumentale della chiesa

Elemento fondamentale nel prospetto principale è il portale monumentale che vede la presenza su ognuno dei due lati di quattro colonnine con capitelli, che dovevano probabilmente sorreggere un arco superiore. Il timpano è lunettato e al suo interno vi sono delle sculture scavate nella pietra che rappresentano il Cristo al centro con, a destra la Vergine e a sinistra Giovanni Battista, entrambi con le braccia tese e volte verso la figura centrale di Gesù. Nella parte laterale del timpano vi sono invece due angeli inginocchiati di profilo rivolti verso il centro della scena. Sui piedritti vi sono poi altre scene dell'Antico e del Nuovo Testamento.

### L'interno
L'interno è suddiviso in tre navate e le navate laterali vedono la presenza delle dodici cappelle costruite in momenti differenti. La navata centrale, coperta con un sistema a capriate lignee, è separata da quelle laterali attraverso una serie di pilastri sormontati da archi. L'interno è illuminato da finestroni posti lungo la navata centrale, in alto, sul lato meridionale della chiesa. Sul fondo, in asse con l'accesso principale vi è l'altare maggiore, coperto da una volta a botte.